# Skrivekuglen
Skrivekuglen, verdens første kommercielt producerede skrivemaskine, blev opfundet i 1865 af den danske præst og forstander ved Det kongelige Døvstummeinstitut i København, Rasmus Malling-Hansen, 1835-1890.
Gennem Malling-Hansens datter, Johanne Agerskovs bog, Hvem er Skrivekuglens Opfinder?, ved vi, at Malling-Hansen i 1865 eksperimenterede med at placere bogstaverne på en porcelænshalvkugle, og med hjælp fra sin svoger som tidtager fandt han den placering af bogstaverne på tastaturet, som gav den hurtigste skrivehastighed. I modsætning til de konkurrerende maskiner, placerede Malling-Hansen bogstaverne på stempler, som gik direkte gennem en halvkugle og ned på papiret. Han placerede også de mest brugte bogstaver således, at de blev betjent af de fingre, som kan skrive hurtigst, og vokalerne til venstre og konsonanterne til højre.
Den første model stod færdig en gang i perioden fra 1867 til 1869 men først i 1870 fik han patent på skrivekuglen med eneret i 15 år.
På den første model blev papiret fæstet på en cylinder, som bevægede sig ved hjælp af et elektromagnetisk batteri. Så på sin vis kan man sige, at skrivekuglen også var den første elektriske skrivemaskine. Men batterierne var på den tid også en meget ny opfindelse, og fremdeles relativt upålidelige og også store og tunge, så Malling-Hansen og hans mekanikere arbejdede stadig med at finde andre løsninger, som kunne overflødiggøre batteriet.
På de første skrivemaskiner kunne man ikke læse, hvad man skrev, før brevet var færdigskrevet, og på samme måde også med skrivekuglen. Cylinderen befandt sig inde i en trækasse, som ikke er medtaget på illustrationen. 
Malling-Hansen arbejdede kontinuerligt for at forbedre sin opfindelse, og i 1874 kom den næste model, hvor papiret nu blev fæstet på en vogn, som bevægede sig, efterhånden som stemplerne blev trykket ned, således at bogstaverne kom til at stå ved siden af hinanden på papiret. Det karakteristiske halvkugleformede skrivehoved blev dog beholdt uændret på alle modellerne.
I 1875 formåede Malling-Hansen selv at konstruere en mekanisk løsning på problemet med papirføringen, som overflødiggjorde elektriciteten, og skrivekuglen fremstod nu i sin endelige og velkendte form. Prisen på skrivekuglen blev også efterhånden mere overkommelig – fra at have kostet 1200 kroner var prisen på en skrivekugle i 1878 kommet ned på kun 150 kroner. 
Malling-Hansen udstillede sin skrivekugle på flere af de store udstillinger i 1870-tallet, og blev tildelt 1. pris medalje i København i 1872, og på verdensudstillingerne i Wien i 1873 og Paris i 1878.
Til trods for et relativt jævnt salg i 70- og 80-årene, blev skrivekuglen aldrig nogen kommerciel succes. Den mødte stærk konkurrence blandt andet fra den amerikanske Remington maskine, som var langt billigere og bedre markedsført, omend den skrev meget langsommere på grund af de leddelte arme og qwerty-tastaturet, som var konstrueret for at armene ikke skulle vikle sig ind i hinanden ved for hurtig skrivning. Den sidste model blev præsenteret på den store kunst- og industriudstilling i København i 1888 og havde da fået både farvebånd og papirvalse. Mekanikeren Lyngbye, som havde overtaget ansvaret for den videre udvikling af skrivekuglen fik 1. præmie medalje på udstillingen for skrivekuglen.
Desværre døde Rasmus Malling-Hansen i 1890, kun 55 år gammel, og den ordre han havde hos sin mekaniker for produktion af 100 skrivekugler, blev annulleret, og efter det blev der ikke produceret flere skrivekugler. I dag er Malling-Hansens skrivekugler meget eftertragtede blandt samlere og museer, og en almindelig pris er ca 200.000,- kroner.
Danmarks Tekniske Museum har 9 skrivekugler i sin samling.